# ロビンソン・クルーソー島
ロビンソン・クルーソー島（ロビンソン・クルーソーとう、スペイン語: Isla Róbinson Crusoe）は、南太平洋のファン・フェルナンデス諸島で2番目に大きい島。旧名をマサティエラ島（Más a Tierra、陸に近いという意味）という。諸島の有人島（もう1つはアレハンドロ・セルカーク島）の中で最も人口が多く、そのほとんどは島の北海岸のカンバーランド湾に位置するサン・ファン・バウティスタに住んでいる。
1704年から1709年まで船乗りのアレキサンダー・セルカークが生活していた。セルカークは1719年のダニエル・デフォーの小説『ロビンソン・クルーソー』に部分的に影響を与えたが、この小説は明らかにカリブ海を舞台としている。これは、デフォーが知っていたであろうその時代のいくつかのサバイバルの物語の1つに過ぎなかった。島に関連する文学的な伝承を反映し観光客を引き付けるために、チリ政府は1966年に名称をロビンソン・クルーソー島に変更した。

## 地理

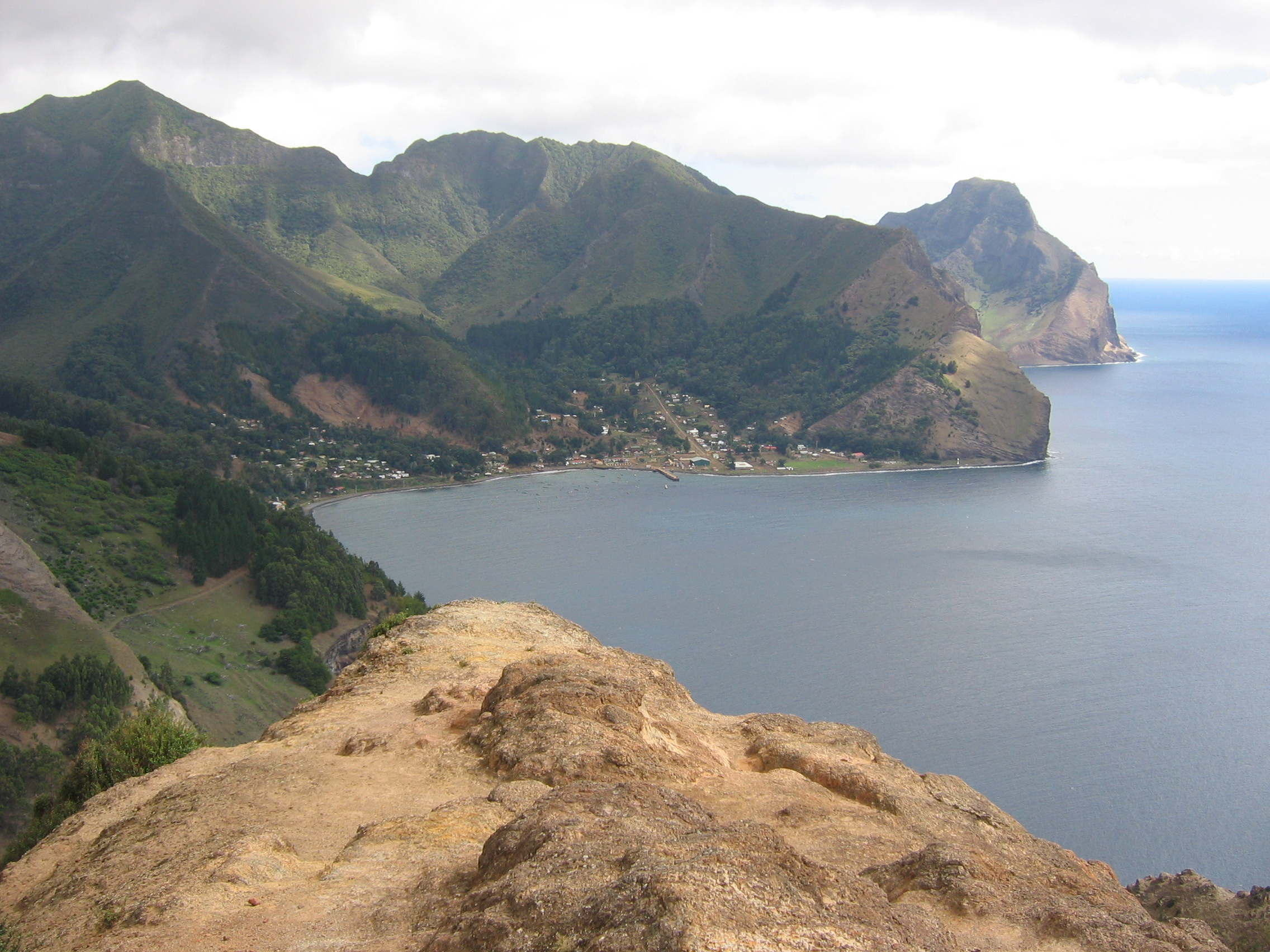
カンバーランド湾の北岸にあるサン・ファン・バウティスタの町の様子（2005年4月）

ロビンソン・クルーソー島には、多くの火山活動による古代の溶岩流により形成された、山がちで起伏のある地形がある。島の最高地点はEl Yunqueの海抜915mである。激しい浸食により、急峻な谷や尾根が形成されている。Cordón Escarpadoと呼ばれる島の南西部には狭い半島が形成されているサンタ・クララ島は南西海岸のすぐ沖にある。
ナスカプレートと南アメリカプレートの境界の西に位置し、380万-420万年前に海から隆起した。島の火山噴火は1743年にEl Yunqueから起きたと報告されているが、この出来事は確かではない。1835年2月20日、Punta Bacalaoの北1.6kmにある海底噴出口から1日の噴火が始まった。この出来事は火山爆発指数1と非常に小規模なものだったが、津波とともに爆発と島を照らす炎が生じた。

## 気候
亜熱帯気候であり、島の東を流れる冷たいフンボルト海流と南東の貿易風により穏やかな気候となっている。温度は3 °C (37 °F)から34 °C (93 °F)の範囲であり、年平均は15.4 °C (60 °F)である。標高の高い場所は通常涼しく、ときどき霜が降る。降水量は冬の間の方が多く、標高と照射量により異なる。標高が500mを超えるとほぼ毎日雨が降るが、島の西側の風下側は気温が低く乾燥している。
| サン・ファン・バウティスタの気候 | サン・ファン・バウティスタの気候 | サン・ファン・バウティスタの気候 | サン・ファン・バウティスタの気候 | サン・ファン・バウティスタの気候 | サン・ファン・バウティスタの気候 | サン・ファン・バウティスタの気候 | サン・ファン・バウティスタの気候 | サン・ファン・バウティスタの気候 | サン・ファン・バウティスタの気候 | サン・ファン・バウティスタの気候 | サン・ファン・バウティスタの気候 | サン・ファン・バウティスタの気候 | サン・ファン・バウティスタの気候 |
| 月                               | 1月                              | 2月                              | 3月                              | 4月                              | 5月                              | 6月                              | 7月                              | 8月                              | 9月                              | 10月                             | 11月                             | 12月                             | 年                               |
| -------------------------------- | -------------------------------- | -------------------------------- | -------------------------------- | -------------------------------- | -------------------------------- | -------------------------------- | -------------------------------- | -------------------------------- | -------------------------------- | -------------------------------- | -------------------------------- | -------------------------------- | -------------------------------- |
| 平均最高気温 °C （°F）           | 22 (72)                          | 22 (72)                          | 21 (70)                          | 20 (68)                          | 18 (64)                          | 16 (61)                          | 15 (59)                          | 15 (59)                          | 15 (59)                          | 16 (61)                          | 18 (64)                          | 20 (68)                          | 18.2 (64.8)                      |
| 平均最低気温 °C （°F）           | 15 (59)                          | 16 (61)                          | 15 (59)                          | 13 (55)                          | 12 (54)                          | 11 (52)                          | 10 (50)                          | 9 (48)                           | 9 (48)                           | 10 (50)                          | 12 (54)                          | 13 (55)                          | 12.1 (53.8)                      |
| 雨量 mm （inch）                 | 22 (0.87)                        | 33 (1.3)                         | 40 (1.57)                        | 90 (3.54)                        | 151 (5.94)                       | 159 (6.26)                       | 167 (6.57)                       | 114 (4.49)                       | 78 (3.07)                        | 57 (2.24)                        | 37 (1.46)                        | 28 (1.1)                         | 976 (38.41)                      |
| 平均降雨日数 （≥0.1 mm）         | 11                               | 10                               | 13                               | 15                               | 21                               | 23                               | 21                               | 19                               | 16                               | 14                               | 10                               | 10                               | 183                              |
| % 湿度                           | 73                               | 73                               | 73                               | 77                               | 78                               | 78                               | 79                               | 77                               | 77                               | 76                               | 74                               | 73                               | 75.7                             |
| 平均月間日照時間                 | 248.0                            | 209.0                            | 158.1                            | 123.0                            | 108.5                            | 99.0                             | 93.0                             | 105.4                            | 147.0                            | 204.6                            | 249.0                            | 260.4                            | 2,005                            |
| 出典：Climate & Temperature      |                                  |                                  |                                  |                                  |                                  |                                  |                                  |                                  |                                  |                                  |                                  |                                  |                                  |

## 動植物区系
フェルナンデス地域は、ファン・フェルナンデス諸島を含む植物区系である。南極植物区系界に属しているが、新熱帯区に含まれることがよくある。1977年から世界生物圏保護区として、諸島は動植物区系の固有の科、属、種のために、科学的に重要であると考えられてきた。211の在来植物種のうち、132(63%)が固有種であり、230種以上の昆虫が生息している。
1つの固有植物の科であるLactoridaceaeがある。マゼランペンギンもいる。フェルナンデスベニイタダキハチドリは針のように細い黒いくちばしと絹のような羽毛で覆われていることでよく知られる、固有種で絶滅の危機に瀕している赤いハチドリである。Masatierra petrelは、島の旧称にちなんで名づけられた。Masatierra petrel、pink-footed shearwater、フェルナンデスベニイタダキハチドリ、Juan Fernandez tit-tyrantの個体群を支えていることから、近くのサンタ・クララ島とともにバードライフ・インターナショナルにより重要野鳥生息地 (IBA) として認められている。

## 歴史
1574年に最初に上陸したスペインの船長であり探検家でもあったフアン・フェルナンデスにちなんで最初はファン・フェルナンデス島と命名された。マサティエラという名前でも知られていた。イースター島と近いが、ポリネシア人やアメリカ先住民によりそれより早く発見されたという証拠はない。
1681年から1684年までWillとして知られるミスキート族の男性が島に取り残された。20年後の1704年に船乗りのアレキサンダー・セルカークも置き去りにされ、4年と4か月間一人で生活した。セルカークは自身が乗る船であるシンク・ポーツ号（その後すぐに沈没した）の耐航性について深刻な懸念を抱いており、航海中に補給のために停泊しているときに島に残されることを望んだ。私掠船船長で探検家ウィリアム・ダンピアの仲間であったシンク・ポーツ号船長トーマス・ストラドリングは、その反対意見にうんざりしたが受け入れた。セルカークに残されたのはマスケット銃、火薬、大工道具、ナイフ、聖書、衣服だけであった。セルカークの救出の話はエドワード・クックの1712年の著書A Voyage to the South Sea, and Round the Worldに含まれている。
1840年の物語『帆船航海記』(Two Years Before the Mast)において、リチャード・ヘンリー・デイナはファン・フェルナンデスの港を若い刑務所植民地として記述した。刑務所はすぐに放棄され、島は再び無人になり19世紀後半には恒久的な植民地が最終的に確立された。Joshua Slocumは、スループ型帆船のSprayで世界一周の航海中であった1896年4月26日から5月5日にこの島を訪れた。島とその45人の住民についてはSlocumの回顧録であるSailing Alone Around the Worldにおいて詳細に言及されている。

### 第一次世界大戦

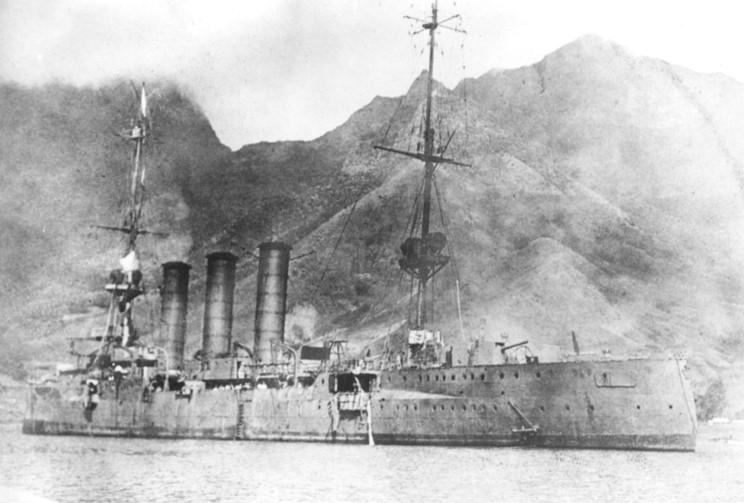
カンバーランド湾で自沈する直前のSMSドレスデン

第一次世界大戦中、海軍中将マクシミリアン・フォン・シュペーの東洋艦隊は、コロネル沖海戦の4日前の1914年10月26-28日に島に停泊し再合流した。島にいる間に、海軍提督はオーストラリア海域で連合国の船舶を攻撃するためにその前に分かれた武装商船Prinz Eitel Friedrichと予期せず再合流した。1915年3月9日、フォークランド沖海戦で戦死したフォン・シュペーの艦隊の最後の巡洋艦であったSMSドレスデンは、チリ当局による抑留を望み、島のカンバーランド湾に戻った。3月14日のマサティエラの戦いでイギリスの艦隊に捕まり発射され、乗員により自沈した。

### 2010年の津波
2010年2月27日にマグニチュード8.8の地震により生じた津波に見舞われた。津波が島に到達したときの高さは約3mであった。16人が命を落とし、サン・ファン・バウティスタの海岸沿いの村のほとんどが流された。島への唯一の警告は、12歳の少女からであり、津波の到来を予兆する海の突然の後退に気づき、多くの人を危機から救った。

## 社会

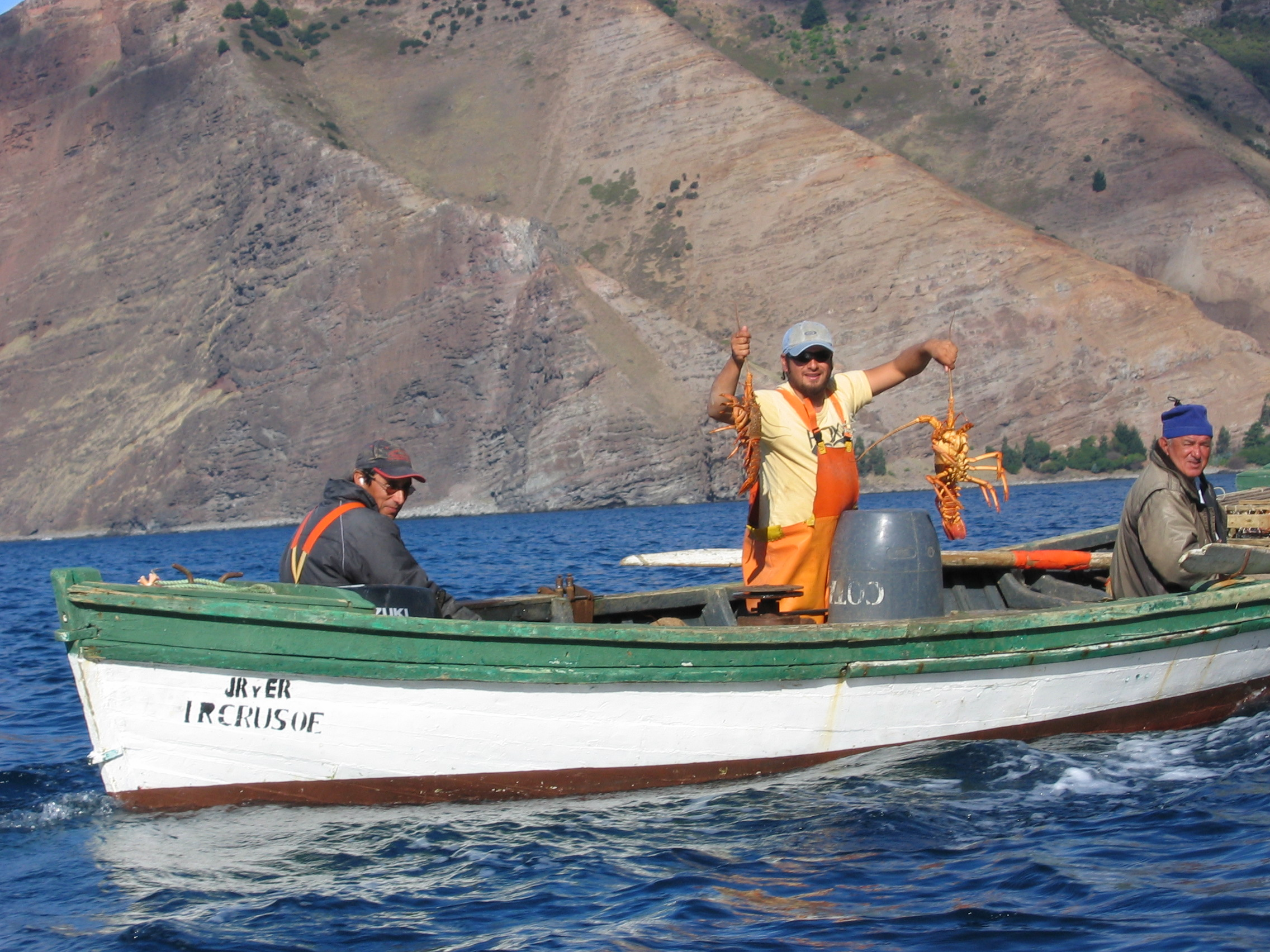
2匹のイセエビを持つ漁師

2012年の推定人口は843人である。島の住民のほとんどはカンバーランド湾の北海岸にあるサン・ファン・バウティスタの村に住んでいる。コミュニティはイセエビの取引に依存し田舎っぽい静けさを維持しているが、住民は数台の車、衛星インターネット接続、テレビを使用している。主な滑走路であるロビンソン・クルーソー飛行場は、島の南西半島の先端近くにある。サンティアゴからのフライトは3時間弱である。飛行場からサン・ファン・バウティスタまでのフェリーが運航している。
観光客は年間数百人である。人気のアクティビティの1つはスキューバダイビングであり、特に第一次世界大戦中にカンバーランド湾で沈没したドイツの軽巡洋艦ドレスデンへのダイビングである。

## マヤの像の仮説
ヒストリーチャンネルのドキュメンタリーがロビンソン・クルーソー島で撮影されている。2010年1月3日に放送され、カナダの探検家ジム・ターナーがひどく劣化したマヤの像と主張した2つの岩層を示した。先コロンブスの人間が島に存在したことを示す他の兆候はないが、番組は科学的信頼性を欠いていると批判されている。

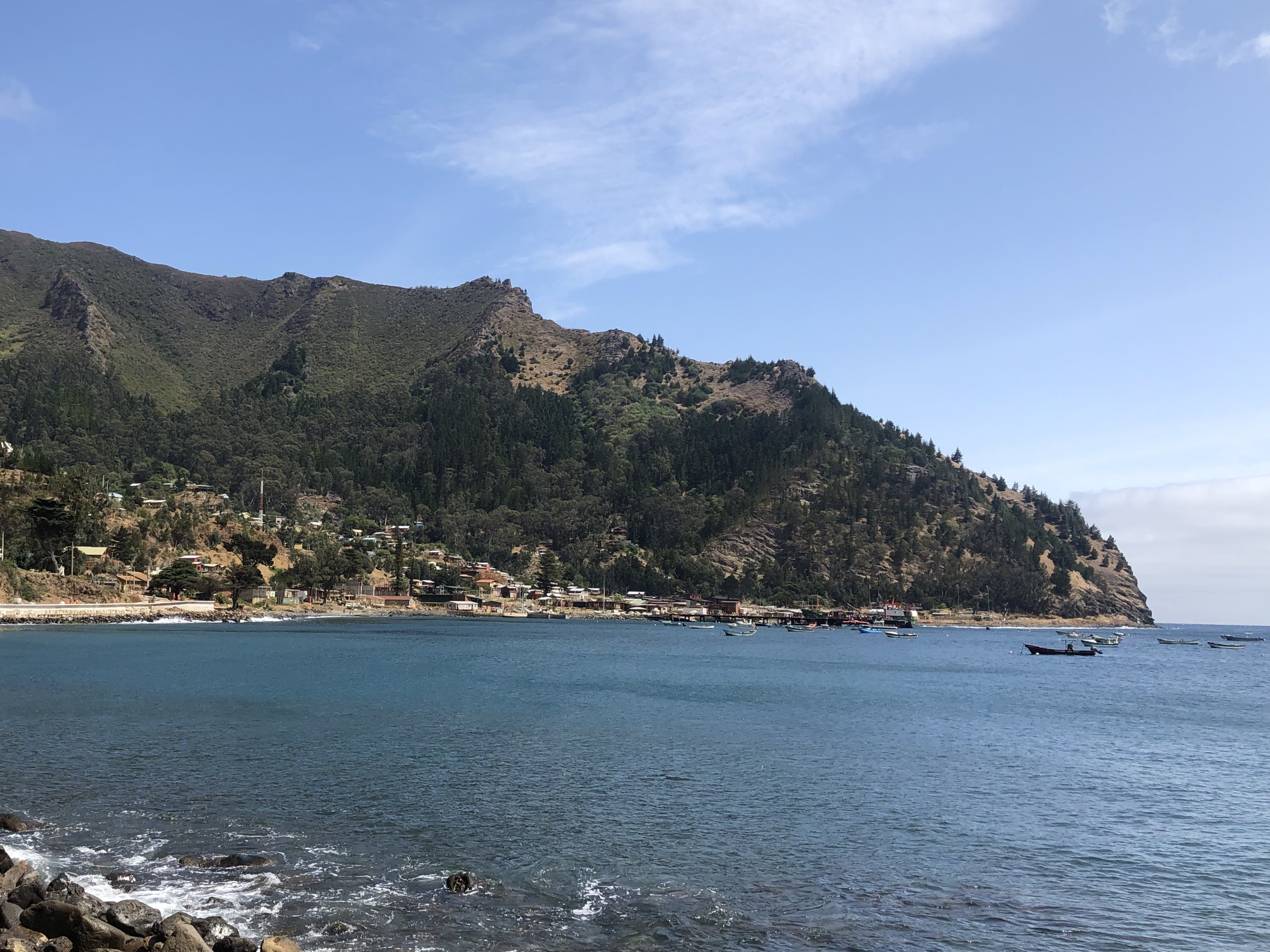
サン・ファン・バウティスタの町からのロビンソン・クルーソー島のベイサイドの景観

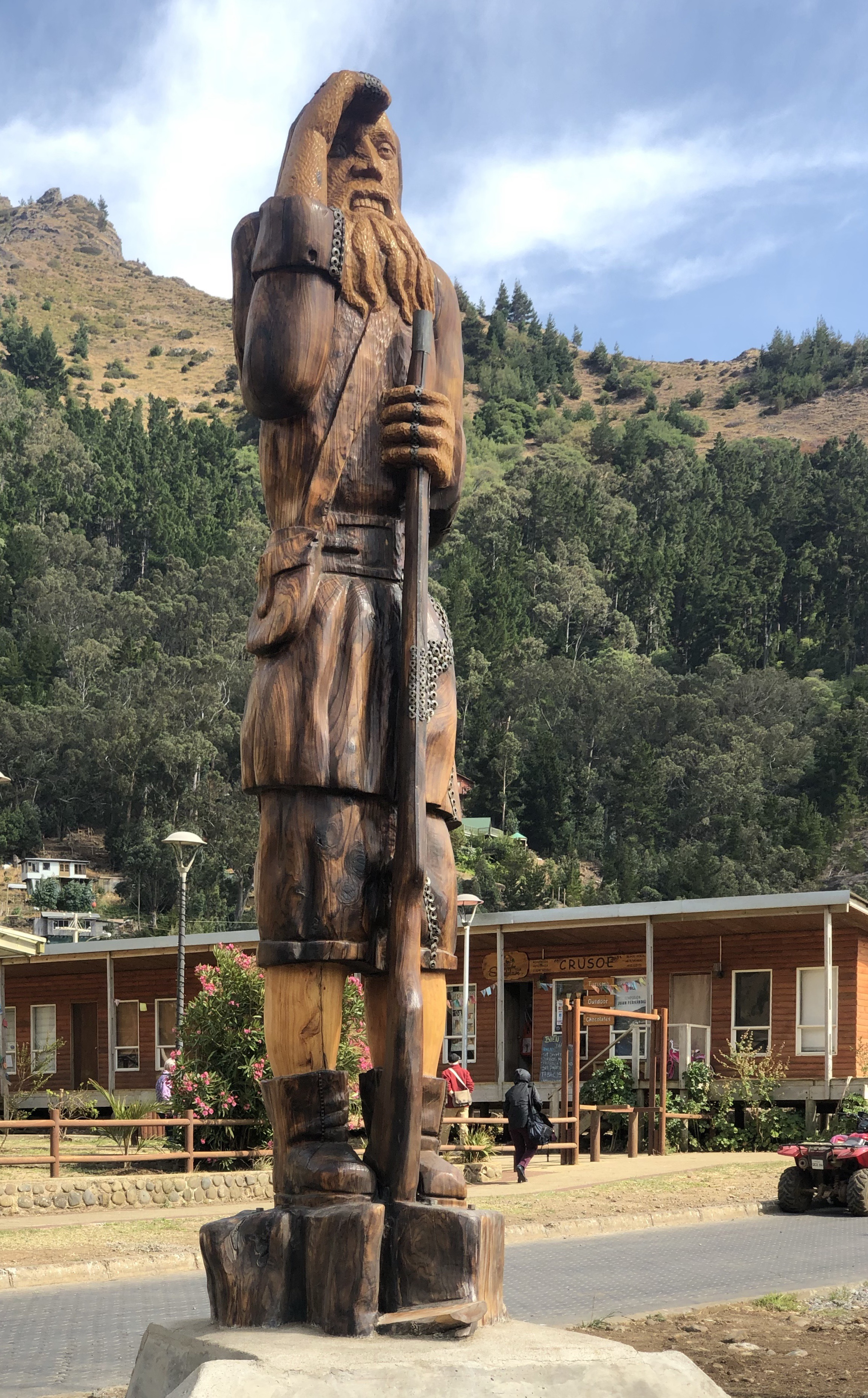
サン・ファン・バウティスタにあるロビンソン・クルーソーの像

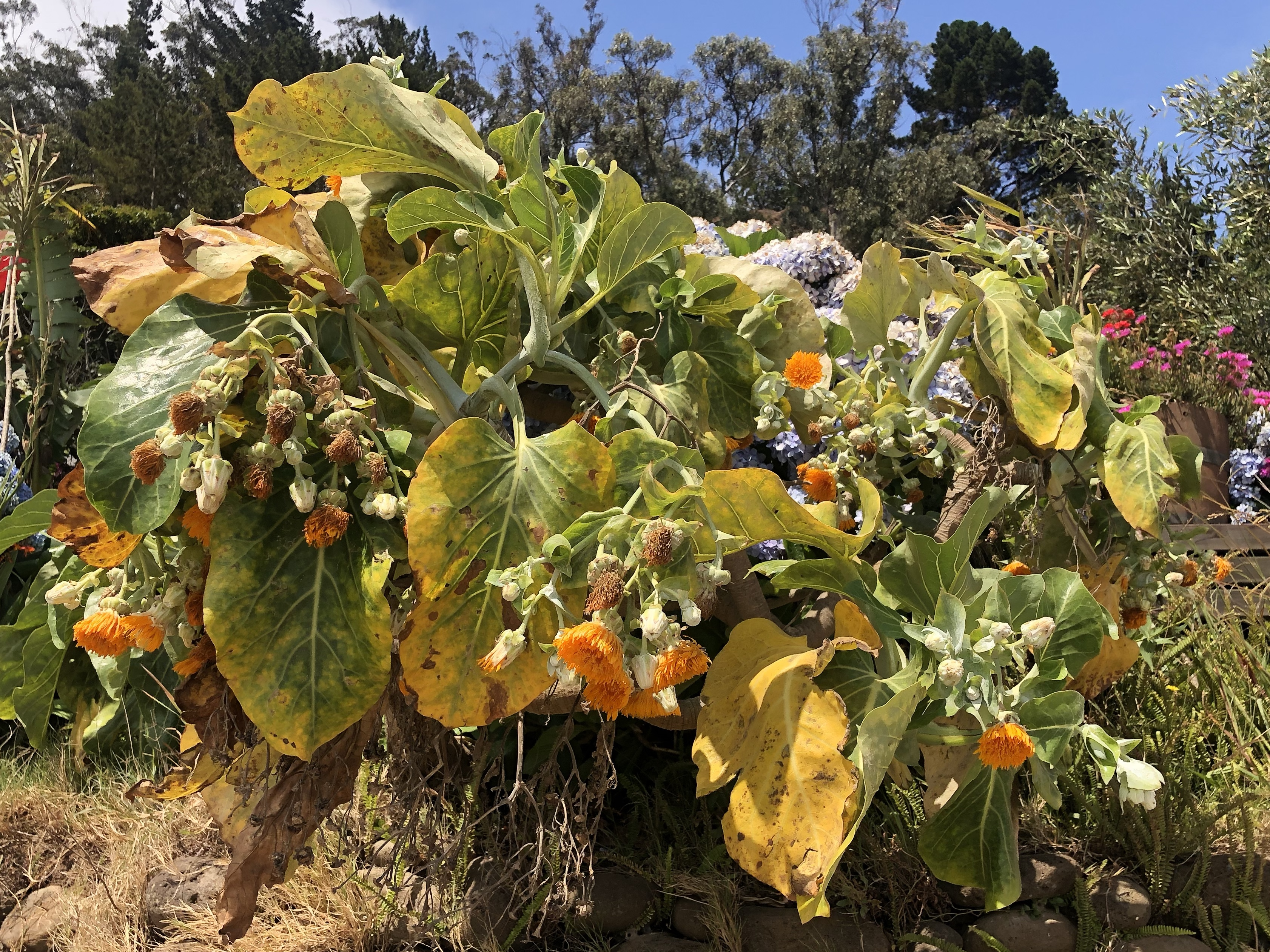
ロビンソン・クルーソー島のDendroseris litoralis（ファン・フェルナンデスのキャベツヤシ）